# Лоховиці (Куявсько-Поморське воєводство)
Лоховиці (пол. Łochowice, нім. Lochwitz) — село в Польщі, у гміні Біле Блота Бидґозького повіту Куявсько-Поморського воєводства.
Населення — 591 особа (2011).

## Демографія
Демографічна структура станом на 31 березня 2011 року:
|          | Загалом | Допрацездатний вік | Працездатний вік | Постпрацездатний вік |
| -------- | ------- | ------------------ | ---------------- | -------------------- |
| Чоловіки | 291     | 65                 | 212              | 14                   |
| Жінки    | 300     | 73                 | 190              | 37                   |
| Разом    | 591     | 138                | 402              | 51                   |